# 斯諾伯德湖
60°40′N 103°00′W / 60.667°N 103.000°W

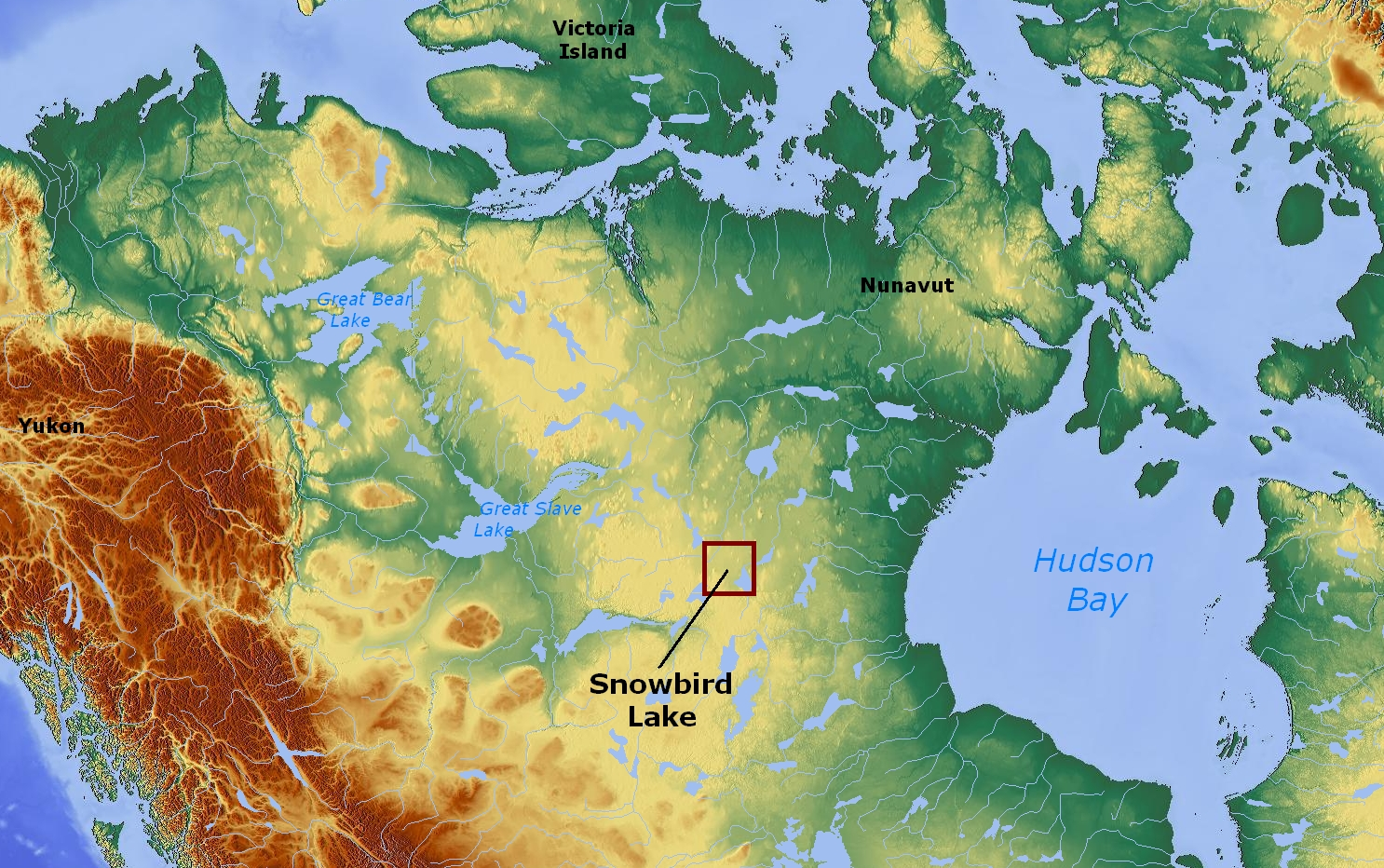

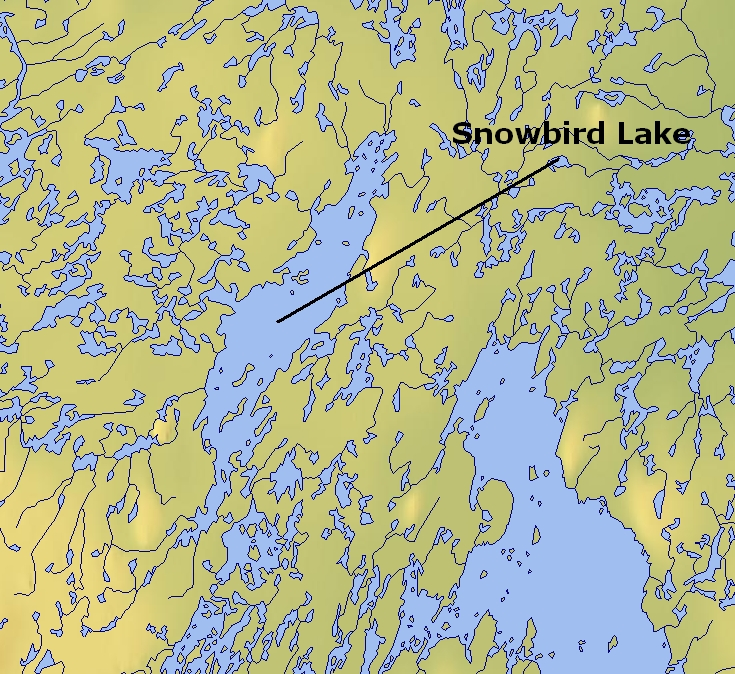

斯諾伯德湖是加拿大的湖泊，位於該國中部，由西北地區負責管轄，長62公里，面積490平方公里，是該地區第十七大湖泊，島嶼面積15平方公里。